# 茂呂村
茂呂村（もろむら）は、群馬県の中部、佐波郡に属していた村である。

## 地理
- 河川：広瀬川

### 隣接していた自治体
- 群馬県
  - 佐波郡伊勢崎町、殖蓮村、名和村、宮郷村、豊受村、采女村、剛志村

## 歴史
- 1889年（明治22年）4月1日 - 町村制施行により、茂呂村、今泉村が合併し佐位郡茂呂村が成立する。
- 1896年（明治29年）4月1日 - 郡統合（佐位郡と那波郡の統合）により佐波郡に属する。
- 1940年（昭和15年）9月13日 - 伊勢崎町、殖蓮村と合併し伊勢崎市となる。

## 地域

### 村内の大字

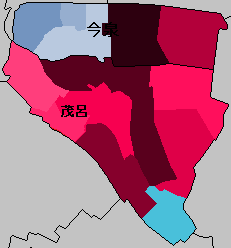

茂呂村では行政区画として大字を細分化した組が主に用いられており、それらの組は伊勢崎市成立時に改称、一部再編され通称町名となり、現在は正式町名としても用いられている。
- 今泉
  - 今泉組（概ね現在の今泉町一丁目、粕川町のうちそれぞれ旧殖蓮村域を除いた区域）
  - 大谷戸組（概ね現在の今泉町二丁目の全域）
  - 張付場組（概ね現在の八坂町の全域）
  - 上街組（概ね現在の上泉町のうち旧広瀬町を除いた区域）
- 茂呂
  - 宿組（概ね現在の茂呂町一丁目の全域）
  - 中屋敷組（概ね現在の茂呂町二丁目の全域）
  - 堀組（概ね現在の美茂呂町の全域および新栄町、ひろせ町の各大部分）
  - 下茂呂北組（概ね現在の北千木町の全域）
  - 下茂呂南組（概ね現在の南千木町の全域）
  - 久保組（概ね現在の茂呂南町の全域およびひろせ町、羽黒町の各一部）

### 教育
- 佐波郡茂呂尋常小学校（現・伊勢崎市立茂呂小学校、大字茂呂中屋敷組に所在していた）
- 佐波郡伊勢崎南尋常小学校（現・伊勢崎市立南小学校、大字今泉上街組に所在していた）
- 佐波郡立農学校（現・群馬県立伊勢崎興陽高等学校、大字今泉上街組に所在していた）